# Baboyagui
Baboyagui (pronuncionado Baboyagüi o Baboyahui) es una ranchería del municipio de Álamos ubicada en el sureste del estado mexicano de Sonora cercana a los límites divisorios con los estados de Chihuahua y Sinaloa, dentro del territorio del Área Natural Protegida de la Sierra de Álamos-Río Cuchujaqui. Según los datos del Censo de Población y Vivienda realizado en 2020 por el Instituto Nacional de Estadística y Geografía (INEGI), Baboyagui tiene un total de 128 habitantes.
Fue fundada en 1652 como la misión de San Francisco Javier por el padre Alonso Flores, mientras se avanzaba con la evangelización de la Nueva España, hecho con el que lograron conquistar a los nativos chínipas, guazaparis y guarijíos de la región.